# 2006 en droit
Cet article présente les faits marquants de l'année 2006 en droit.

## Chronologie

### Janvier
- 1er janvier :
  - Belgique : entrée en vigueur de la loi interdisant de fumer sur son lieu de travail.
  - Canada : 30 municipalités de la province de Québec sont reconstituées, résultat d'un référendum tenu le 20 juin 2004.
  - France : mise en œuvre de la loi organique relative aux lois de finances au sein de l'État.
- 9 janvier,  Argentine : le tribunal de Lomas de Zamora, au sud de Buenos Aires condamne à des peines de prison à perpétuité les deux policiers qui tuèrent par balles Maximiliano Kosteki et Darío Santillán lors d’une manifestation du mouvement des piqueteros (mouvement organisé de chômeurs) dans la ville de Avellaneda, le 26 juin 2002.
- 26 janvier, Argentine : l’association des Mères de la Place de mai, présidée par Hebe de Bonafini, effectue sa dernière Manifestation de la résistance, qui consiste en une ronde de 24 heures autour de la pyramide de la Place de mai à Buenos Aires, pour réclamer la poursuite des enquêtes au sujet des 30 000 disparus de la période de la dictature et le jugement de tous les assassins.

### Février
- 1er février, Brésil/Argentine : après presque trois ans de négociations, l’Argentine et le Brésil signent un accord qui doit permettre de protéger les secteurs de production qui pourraient être trop durement affectés par la compétition du pays voisin. Le Mécanisme d’adaptation compétitive (MAC) permet de fixer des droits de douane sur le produit « trop compétitif » du pays voisin pour trois ans, renouvelable une fois.
- 14 février : l'ONU annonce que le procès des Khmers rouges accusés de génocide, parmi lesquels Ta Mok (dit  Le Boucher) incarcéré depuis 1999, devrait commencer en 2007.
- 17 février, RDC : promulgation de la constitution de la IIIe République par le président Joseph Kabila.
- 27 février : le militant nationaliste basque de l'ETA, Igor Angulo, 32 ans, condamné à une peine de 34 ans de prison, et incarcéré depuis 1996, se pend dans sa cellule, de la prison de Cuenca, en Castille-La Manche, Espagne.
- 28 février, Chine : le Parlement lors de la 20e session du Comité permanent de l'Assemblée populaire nationale de Chine, réunie à Pékin, ratifie la Convention internationale contre le financement du terrorisme.

### Mars
- 1er mars, Chine : entrée en vigueur de la « loi sur les Pénalités pour offense à l'ordre public », comportant des dispositions interdisant à la police de recourir à la torture, la menace et le mensonge pour obtenir des confessions, ainsi que l'utilisation de moyens illégaux pour obtenir des preuves. La loi définit des procédures détaillées d'enquête applicables aux personnes poursuivies pour atteinte à l'ordre public, et prévoit que les autorités de police devront également exposer aux inculpés les faits, les raisons et la base légale concernant les pénalités encourues, tout en leur expliquant les droits dont ils jouissent.
- 7 mars, France : mobilisation très forte anti-CPE (Contrat Première Embauche): plus d'un million de jeunes et d'employés qui dénoncent les conditions du CPE qui permet à un employeur de demander au salarié une période d'essai de 2 ans et de pouvoir le licencier sans aucun motif pendant cette période d'essai.

- Date précise inconnue ⇒  France : publication du rapport du Conseil d'État, Jurisprudence et avis de 2005, sécurité juridique et complexité du droit.

### Avril
- 12 avril, Belgique, Bruxelles (gare centrale) : tragique assassinat de Joe Van Holsbeek.
- 23 avril, Belgique : nouvelle Marche Blanche dans les rues de Bruxelles, près de dix ans après la première (20 octobre 1996) à la suite du meurtre de Joe Van Holsbeeck, 17 ans, poignardé lors du vol de son lecteur MP3 le 12 avril 2006 en pleine gare centrale à Bruxelles. Cette marche a rassemblé près de 80 000 personnes.

### Mai
- 31 mai, Québec : entrée en vigueur d'une loi anti-tabac stricte, similaire à celles déjà adoptées en plusieurs lieux d'Amérique du Nord, interdisant formellement l'usage du tabac dans tous les bars et restaurants de la province.

### Juin
- France : la Commission d'enquête parlementaire "Outreau" rend son rapport dans l'affaire d'Outreau.
- 2 juin,  Toronto (Canada) : arrestation de 17 suspects soupçonné de complot terroriste.